# Estinzione del Frasniano-Famenniano
Viene detta estinzione del Frasniano-Famenniano quella che si verificò nel periodo Devoniano superiore, al passaggio tra il Frasniano ed il Famenniano. Interessò circa il 19% di tutte le famiglie, e il 50% di tutti i generi faunistici si estinsero ("Evento Kellwasser"). All'epoca l'estinzione riguardò quasi interamente gli organismi marini in quanto la vita sulla terraferma stava muovendo i primi passi.

## La disposizione dei continenti nel Devoniano Superiore
Nel periodo di passaggio tra i sottoperiodi Frasniano e Famenniano i continenti erano disposti in modo totalmente diverso da come lo sono oggi. Esistevano, all'epoca, tre grandi masse continentali. L'Angara, o Continente Siberiano era ubicato a settentrione, tra il Tropico del Cancro ed il Circolo polare artico, caratterizzato da flora tipica delle regioni temperate - fredde. Il "Continente Nord Atlantico", altresì noto come "Continente delle Arenarie Rosse Antiche", o "Laurasia" era composto dall'unione dell'attuale Europa e dall'attuale America Settentrionale e si collocava a cavallo dell'Equatore (attuali Canada, Irlanda, Scozia, Groenlandia, Islanda, Scandinavia), tra il Tropico del Capricorno a meridione ed il Tropico del Cancro a Settentrione. Qui prevaleva un clima sostanzialmente arido, a parte una rigogliosa fascia arborea equatoriale. Infine esisteva la massa continentale più estesa il Gondwana che comprendeva una regione equatoriale (Antartide ed Australia), una tropicale Arabia, Sahara, Libia, Egitto ed India ed una più vasta polare, all'altezza del Circolo Polare Antartico (Somalia, Madagascar, Camerun, Colombia) e del Polo Sud stesso (Sudafrica, Brasile, Bolivia, Argentina, Congo). La flora di Gondwana era soprattutto quella tipica dei climi temperati - freddi, a parte quella sita nella fascia tropico - equatoriale. La flora era molto primitiva, composta di Felci (Felci arboree all'equatore), Muschi, Licheni, Psilofitali, Equisetali, Licopodiali. La fauna terrestre era composta di invertebrati (aracnidi quali ragni e scorpioni primitivi, ma anche i primi insetti) e pesci polmonati (Dipnoi) o capaci di muoversi sui litorali (Crossopterigi). Flora e fauna erano quindi soprattutto marine.

## Le testimonianze geologiche della caduta degli asteroidi
La testimonianza della caduta di un asteroide o, più probabilmente, di una serie di frammenti di asteroide, è costituita soprattutto dalla cosiddetta "Breccia di Alamo", una serie di rocce contorte e sconvolte presenti nel Nevada meridionale. Crateri coevi sono quelli noti come "Anello di Siljian", un cratere da impatto ubicato a Dalarna, Svezia centrale, ed il Cratere di Kellwasser, sito nella foresta tedesca di Kellwassertal, in Bassa Sassonia. Tutte queste regioni, all'epoca, erano collocate presso il Tropico del Capricorno. Tutte le terre a cavallo del Tropico meridionale, e datate tra i 382 ed i 375 milioni d'anni or sono, sono assai ricche di Iridio, un elemento abbastanza raro nella crosta terrestre ma sorprendentemente abbondante negli asteroidi. Inoltre, testimonianza di depositi di minerali connessi ad imponenti tsunami sono presenti nella Valle di Las Vegas fino allo Utah ed al Montana.

## Il Bolide di Alamo
Circa 377 milioni d'anni fa l'impatto di un asteroide col fondale marino di una laguna poco profonda e poco distante dall'allora linea costiera scatenò uno tsunami in grado di raggiungere il Montana. La formazione devoniana di Guilmette, nelle montagne Worthington e la catena montuosa di Schell Creek nel Nevada sud-orientale vennero profondamente contorte. L'evento prende il nome da brecce di depositi rocciosi frantumati metamorfosati, mentre il cratere, stimato in 65 km di diametro, non è di facile studio in quanto sepolto sotto diversi metri di sedimenti, ed in parte ubicato in una "Restricted Area", un'area interdetta in quanto sede di test nucleari statunitensi. Gli scienziati descrivono l'area come "Il sito dell'Apocalisse": Il sito dell'impatto contiene una megabreccia di giganteschi blocchi spostati, insieme a diversi attributi da altri siti di impatto: quarzo scosso, livelli elevati di iridio e lapilli sferici. John E. Warme, uno dei geologi che per primo ha riconosciuto le anomalie geologiche come il risultato della caduta di un asteroide, stima in 1.000 chilometri cubi il volume totale dei depositi di scogliera calcarea e del substrato roccioso che è stato frantumato, deformato, parzialmente fuso o spostato durante l'evento di Alamo. "Gli tsunami successivi hanno riorganizzato gran parte dei detriti" aggiunge.

## Estinzione
Secondo alcuni studiosi tutta la primitiva flora e fauna terrestre sarebbe stata letteralmente spazzata via. Ma anche gran parte della flora e della fauna marina andò perduta. Ad esempio, vennero decimati sia gli invertebrati più piccoli (crinoidi, coralli, spugne, echinodermi, foraminiferi, radiolari, trilobiti), che gli invertebrati di grosse dimensioni (euripteridi, ma anche i nautiloidi giganti come il cameroceras). Scomparvero anche molti gruppi di pesci quali quasi tutti gli agnati e tutti i placodermi, quali il super predatore Dunkleosteus e gran parte dei sarcopterigi tra cui Eusthenopteron e Tiktaalik.